# Babalimnichus taiwanus
Babalimnichus taiwanus är en skalbaggsart som beskrevs av Satô 1994. Babalimnichus taiwanus ingår i släktet Babalimnichus och familjen lerstrandbaggar. Inga underarter finns listade i Catalogue of Life.